# 12664 Sonisenia
12664 Sonisenia è un asteroide della fascia principale. Scoperto nel 1978, presenta un'orbita caratterizzata da un semiasse maggiore pari a 2,5834851 au e da un'eccentricità di 0,1571003, inclinata di 2,76184° rispetto all'eclittica.
L'asteroide è dedicato a Sofiya e Semen Orlovsky, i cui rispettivi nomignoli sono Sonya e Senya, figlie di un amico della scopritrice.